# Andermans zaken
Andermans zaken is een Vlaams televisieprogramma dat wordt uitgezonden op de publieke zender VRT 1 waarin Kamal Kharmach ondernemers van kleine noodlijdende bedrijven helpt om hun zaak te redden.
De opnames van het eerste seizoen startten in 2019, de serie werd vanaf september 2020 uitgezonden. Het tweede seizoen ging van start op 24 januari 2022, het derde op 18 januari 2024.

## Concept
In elke aflevering gaat stand-upcomedian en docent bedrijfseconomie Kamal Kharmach langs bij een bedrijf in moeilijkheden. Hij observeert er de dagelijkse gang van zaken en de uitdagingen en moeilijkheden waar de bedrijfsleiders mee te maken krijgen. Doorheen de aflevering bespreekt hij ook de casus met zijn studenten aan de Karel de Grote Hogeschool.
Na een analyse van de boekhouding identificeert hij aan de hand van de cijfers de oorzaken van de problemen waar het bedrijf mee kampt en zoekt hij samen met partners NSZ, Voka en experts in het specifieke vakgebied mee naar structurele oplossingen.
Vaak geeft Kamal de ondernemers ook de opdracht om een opendeurdag of heropening (indien er sprake is van renovaties of grote veranderingen) te organiseren ter afsluiting van het traject.

## Afleveringen

### Seizoen 1
| Afl. | Uitzenddatum      | Onderneming        | Soort onderneming  | Locatie      | Kijkcijfers (live) | Toestand na het programma |
| ---- | ----------------- | ------------------ | ------------------ | ------------ | ------------------ | --- |
| 1    | 30 september 2020 | Bakkerij Laurens   | Bakkerij           | Varsenare    | 820.955            | Schulden afbetaald |
| 2    | 7 oktober 2020    | House Raccoon      | Design & interieur | Mechelen     | 906.263            | Verkoop internationaal en uitbreiding personeel                                                                               |
| 3    | 14 oktober 2020   | Captain Cork       | Handtassen         | Antwerpen    | 760.807            | Verkoop internationaal, Ina startte ook met het organiseren van workshops rond ondernemerschap; in 2023 ging de zaak failliet |
| 4    | 21 oktober 2020   | For Freedom Museum | Museum             | Knokke-Heist | 780.796            | Museum uitgebreid, extra hal geopend                                                                                          |
| 5    | 28 oktober 2020   | Sarriette          | Restaurant         | Peer         | 699.871            | Sarriette gesloten door faillissement, nieuwe zaak opgestart                                                                  |
| 6    | 4 november 2020   | Atelier Mestdagh   | Glasramen          | Merelbeke    | 839.602            | Nog steeds succesvol |

### Seizoen 2
| Afl. | Uitzenddatum     | Onderneming            | Soort onderneming                           | Locatie            | Kijkcijfers (live) | Toestand na het programma                                                                                               |
| ---- | ---------------- | ---------------------- | ------------------------------------------- | ------------------ | ------------------ | --- |
| 1    | 24 januari 2022  | Zetelfabriek Depoorter | Zetels                                      | Sint-Eloois-Winkel | 1.111.861          | Hernoemd in "Atelier Depoorter". Nog steeds succesvol, in juli 2022 op zoek naar nieuwe medewerkers.                    |
| 2    | 31 januari 2022  | Slagerij Heirbaut      | Slagerij                                    | Aalst              | 1.232.816          | In juli 2022 gesloten.                                                                                                  |
| 3    | 7 februari 2022  | PMS Tenuto             | Muziekinstrumenten                          | Tienen             | 916.166            | |
| 4    | 14 februari 2022 | KikT                   | Plantencreaties, plantenadvies en etalagist | Mechelen           | 1.095.904          | In juli 2022 gestopt als winkel voor plantencreaties, heropende als winkel voor tweedehands kinderkledij.               |
| 5    | 21 februari 2022 | Huis Baeyens           | Kostuumverhuur- en verkoop                  | Borsbeek           | 1.089.711          | Verhuur aan professionals startte opnieuw op met oa. de verhuur van 1000 kostuums voor de ommegang van het Ros Beiaard. |
| 6    | 28 februari 2022 | Fruithofje ML          | Fruit                                       | Deurne             | 1.032.684          | Fruithofje ML is tijdens de opnames van het programma gestopt.                                                          |
| 7    | 7 maart 2022     | Maison M               | Kledij                                      | Gent               | 1.057.796          | Na een totale make-over heropend als "De Huiskamer", in juli 2022 nog niet uit de kosten.                               |
| 8    | 14 maart 2022    | Mivan                  | Interieur                                   | Staden             | 997.615            | |

### Seizoen 3
| Afl. | Uitzenddatum           | Onderneming                                                                                      | Soort onderneming                                                                                | Locatie                                                                                          | Kijkcijfers (live+7) |
| ---- | ---------------------- | ------------------------------------------------------------------------------------------------ | ------------------------------------------------------------------------------------------------ | ------------------------------------------------------------------------------------------------ | -------------------- |
| 1    | 18 januari 2024        | Hof ten Dormaal                                                                                  | Brouwerij                                                                                        | Haacht                                                                                           | 1.151.107            |
| 2    | 25 januari 2024        | MAU kattencafé                                                                                   | Café                                                                                             | Genk                                                                                             | 1.070.818            |
| 3    | 1 februari 2024        | Zorgboerderij Huppeldepup                                                                        | Boerderij                                                                                        | Humbeek                                                                                          | 1.124.730            |
| 4    | 8 februari 2024        | M Car Tech                                                                                       | Garage                                                                                           | Roeselare                                                                                        | 1.118.662            |
| 5    | 15 februari 2024       | Lent                                                                                             | Bloemen                                                                                          | Zwevegem                                                                                         | 1.181.226            |
| 6    | 22 februari 2024       | Voerke ijs                                                                                       | Roomijs                                                                                          | Wellen                                                                                           | 1.145.832            |
| 7    | 29 februari 2024       | Toys4kids                                                                                        | Speelgoedwinkel                                                                                  | Kontich                                                                                          | 1.229.896            |
| 8    | 7 maart 2024           | Speciale aflevering waarin Kamal op bezoek gaat bij de ondernemers uit de twee vorige seizoenen. | Speciale aflevering waarin Kamal op bezoek gaat bij de ondernemers uit de twee vorige seizoenen. | Speciale aflevering waarin Kamal op bezoek gaat bij de ondernemers uit de twee vorige seizoenen. | 1.000.517            |
| 8    |                        | Onderneming                                                                                      | Locatie                                                                                          | Seizoen                                                                                          | Situatie             |
| 8    | Huis Baeyens           | Borsbeek                                                                                         | Seizoen 2                                                                                        | Blijvend moeilijke verkoop van artikelen                                                         |                      |
| 8    | Mivan                  | Staden                                                                                           | Seizoen 2                                                                                        | Werkt minder uren in het weekend                                                                 |                      |
| 8    | Bakkerij Laurens       | Varsenare                                                                                        | Seizoen 1                                                                                        | Verkoop gestegen. Aantal broden gespreid en verminderd                                           |                      |
| 8    | For Freedom Museum     | Knokke-Heist                                                                                     | Seizoen 1                                                                                        | 25% meer bezoekers, nieuwe tentoonstellingen en uitbreidingen                                    |                      |
| 8    | Maison M               | Gent                                                                                             | Seizoen 2                                                                                        | Alle schulden weggewerkt                                                                         |                      |
| 8    | PMS Tenuto             | Tienen                                                                                           | Seizoen 2                                                                                        | Snellere service, doorrekenen van herstellingen, meer tijd                                       |                      |
| 8    | Zetelfabriek Depoorter | Sint-Eloois-Winkel                                                                               | Seizoen 2                                                                                        | Meer klanten, meer personeel, bestellingen tot 1 jaar werk                                       |                      |
| 8    | Atelier Mestdagh       | Merelbeke                                                                                        | Seizoen 1                                                                                        | Beter overzicht cijfers, schuld 50% weggewerkt                                                   |                      |